# 国費・自費沖縄学生制度
国費・自費沖縄学生制度（こくひ・じひおきなわがくせいせいど）とは、復帰前の沖縄県において、日本本土の大学への進学を支援するために設けられた制度である。
一般の入試とは別に沖縄県出身者の定員枠を設けられ、選抜試験に合格すると本土の大学入学が許可された。これらの業務は、琉球政府の特殊法人である琉球育英会や日本政府の機関である南方連絡事務所を通じて行われた。
国費学生の場合、日本政府より学費が援助された。特に医師や歯科医師の養成に重点がおかれたため、別名「国費医学生」と呼ばれた。

## 復帰後の制度
復帰後は自費学生制度は廃止され、国費学生制度も医療系に限定されるなど徐々に縮小されていった。1979年に琉球大学に医学部が設置されたことにより、翌年の1980年に廃止された。